# Luco de Bordón

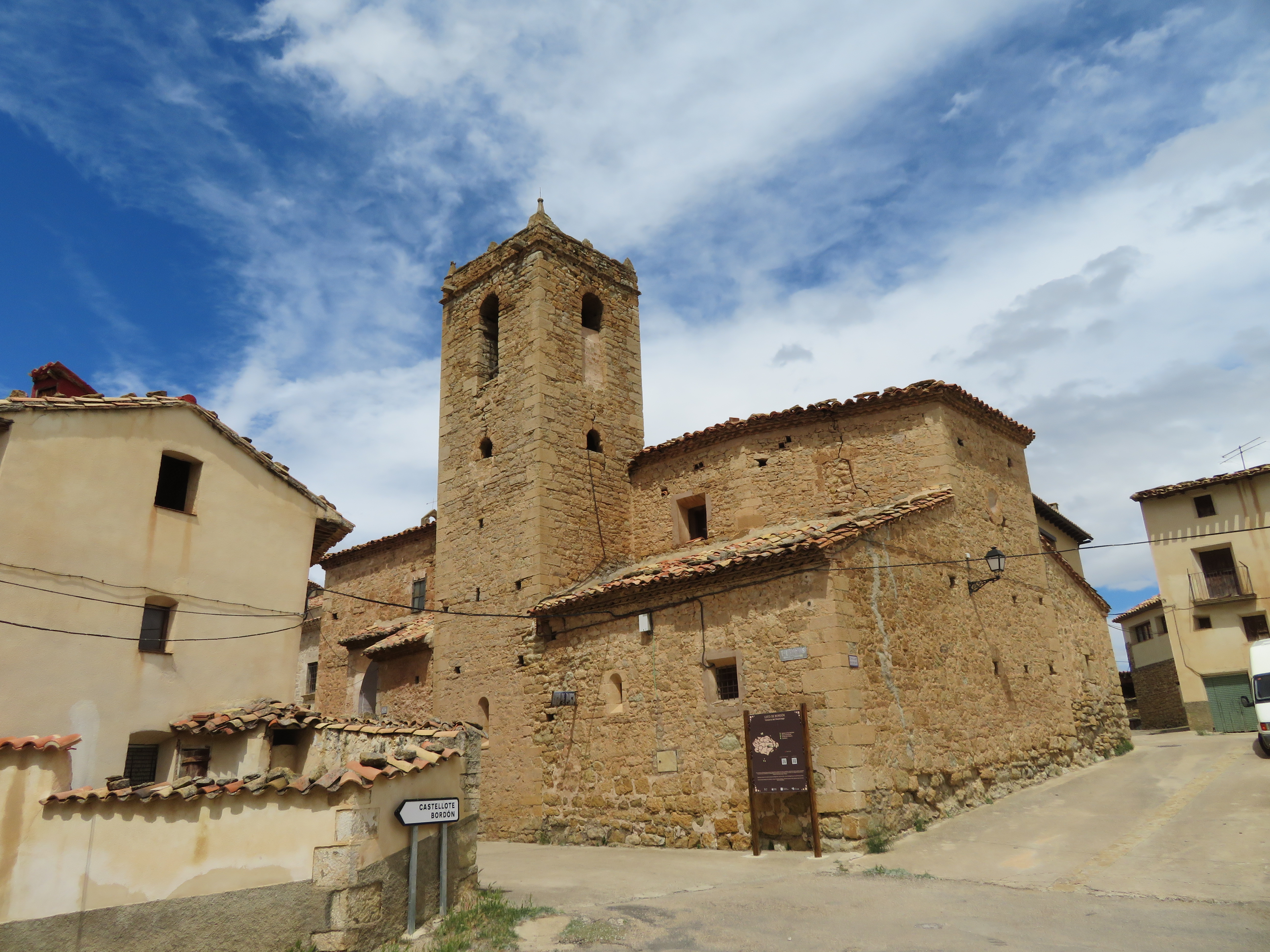
Iglesia de San Juan Bautista de Luco de Bordón (Teruel).

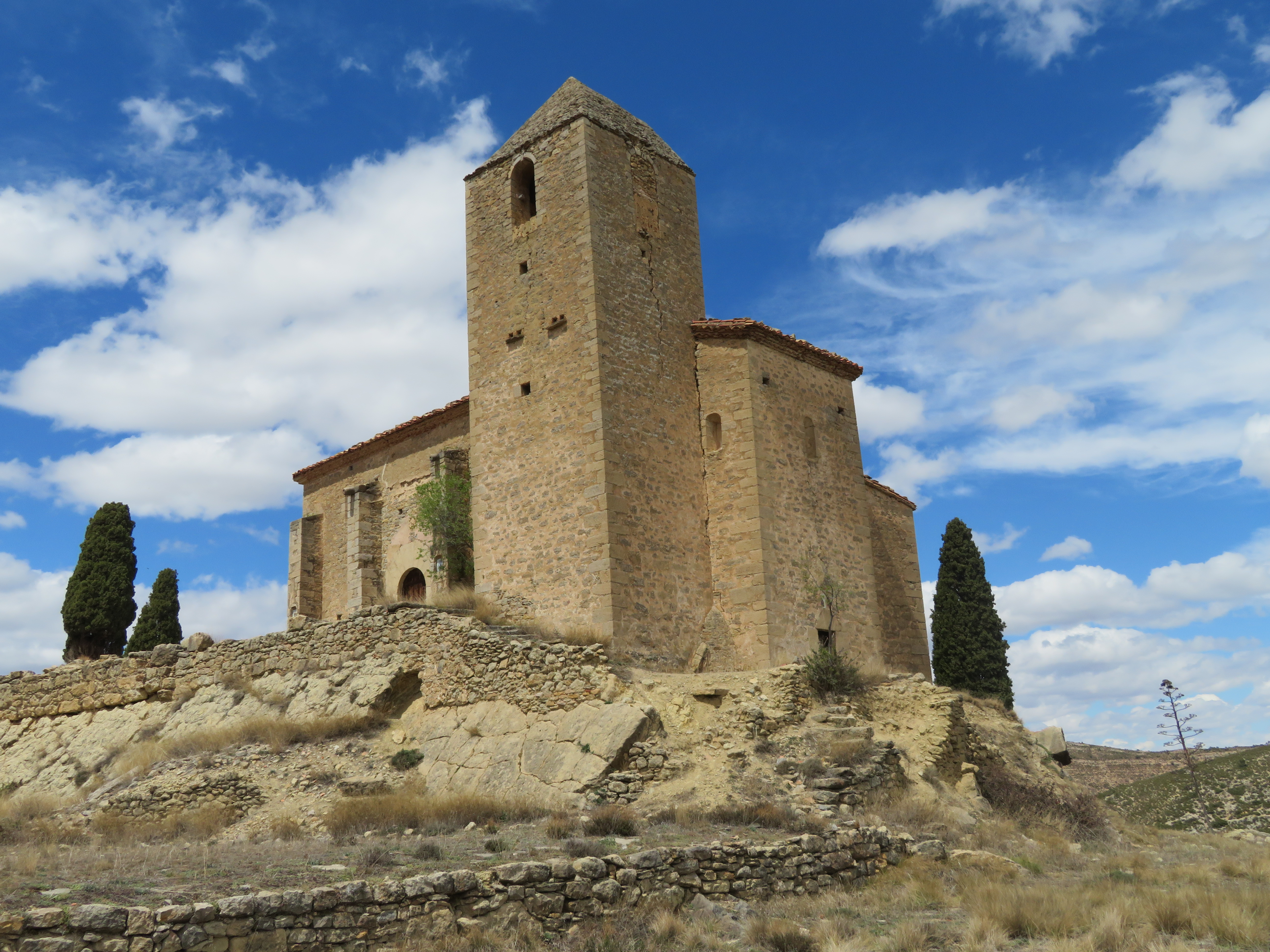
Iglesia del Calvario de Luco de Bordón (Teruel).

Luco de Bordón es una localidad española perteneciente al municipio de Castellote, en el Maestrazgo, provincia de Teruel, Aragón.

## Localización
Luco de Bordón se encuentra a 811 metros de altitud en la sierra de Bordón, a 154 km de distancia de la capital provincial (Teruel), su término es limítrofe con la Comunidad Valenciana. Comunicado con el municipio de Villores por la carretera CV-119 (provincia de Castellón) y TE-8402 (provincia de Teruel) que atraviesa los dos pueblos.
Dista aproximadamente 20 km de Castellote por la carretera A-226 y a 4,5 km del municipio de Bordón, el más cercano al núcleo de Luco de Bordón. (coor = 40°42′05″N 0°17′42″O / 40.70146, -0.29496)

## Historia
Su topónimo es de origen latino, Lucus que significa "bosque o selva sagrada", traducida de la denominación céltica Nemeton, término indicador de que en la antigüedad estuvo rodeado de bosques. En los comentarios a la Eneida de Virgilio, Mario Servio Honorato define lucus como "un conjunto de árboles con significado religioso o sagrado".
El 4 de enero de 1282 los Templarios conceden carta de pueblo a Luco y a otras poblaciones cercanas. En 1317 la Bailía de Castellote, a la que pertenecía Luco de Bordón, pasó a la Orden de los Caballeros del Hospital de San Juan de Jerusalén, posteriormente llamada Orden de Malta.
En 1972 el pueblo se incorpora al municipio de Castellote por la pérdida importante de población residente. En el censo de 2023 Luco de Bordón tenía una población de 15 habitantes, en los censos anteriores de los años 1950 y 1900 tenía una población de 359 y 672 habitantes respectivamente.

## Geografía humana

### Demografía

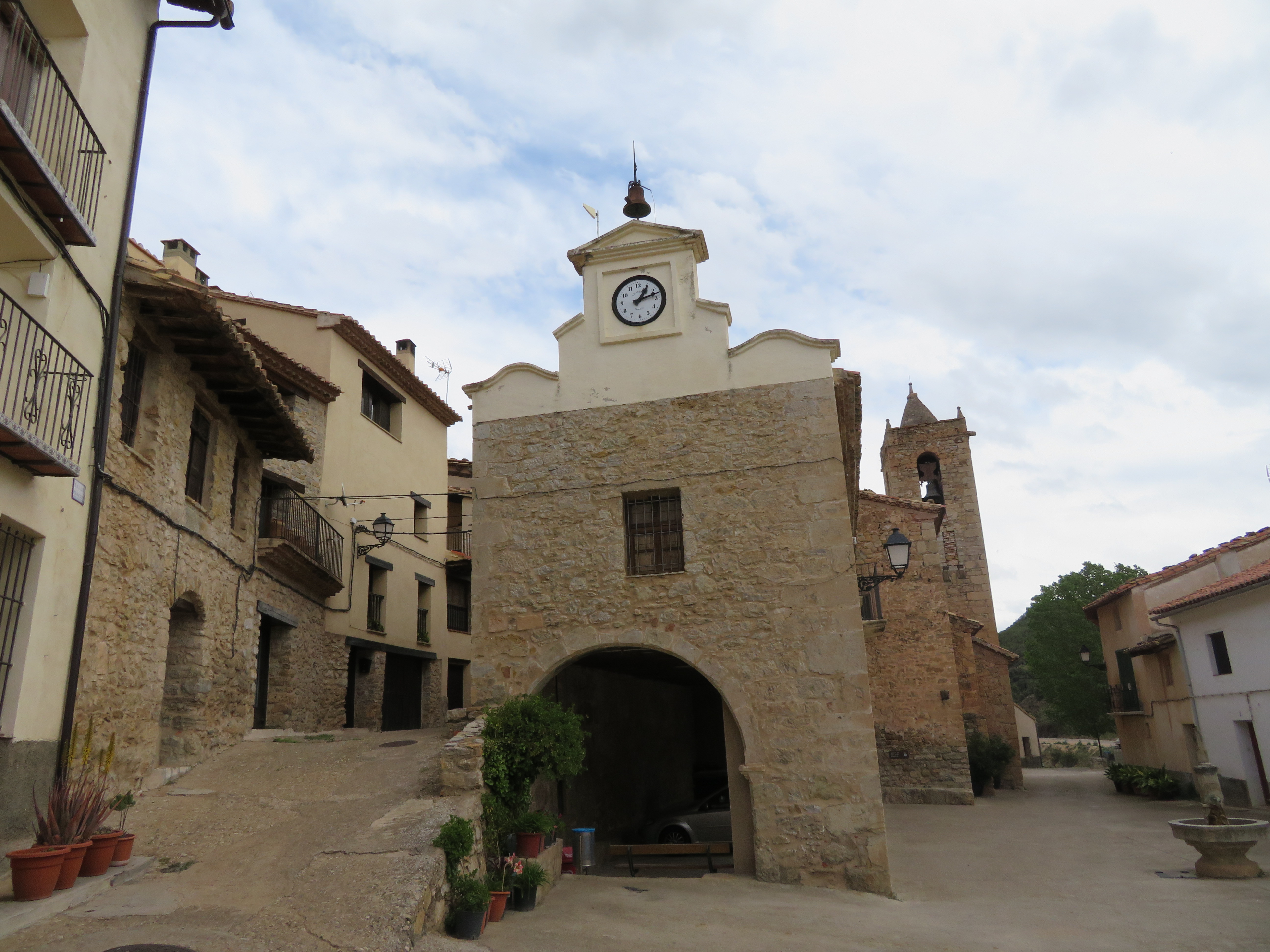
Plaza Mayor, Luco de Bordón (Teruel).

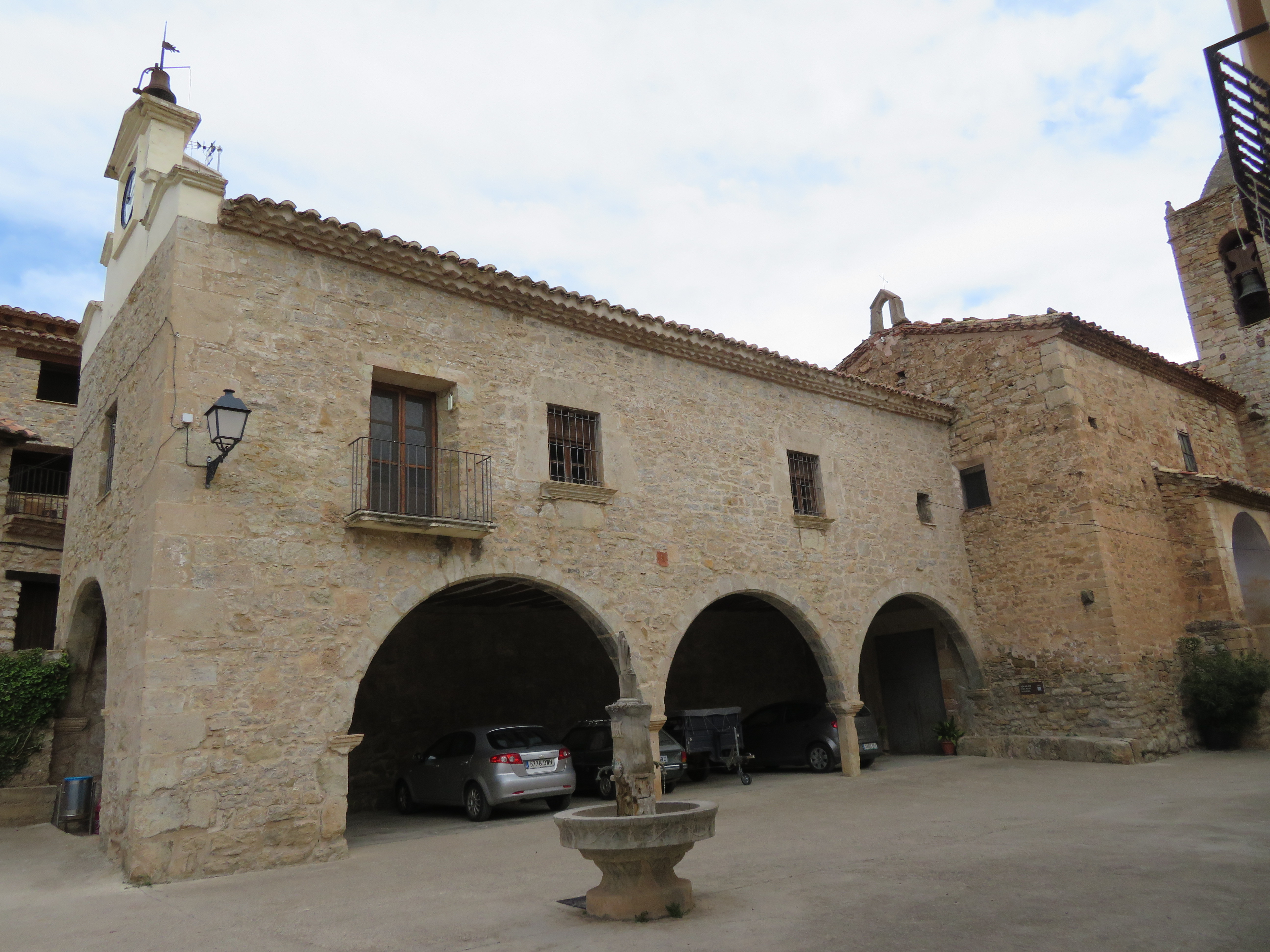
La Plaza Mayor y la Lonja de Luco de Bordón (Teruel).

| Gráfica de evolución demográfica de Luco de Bordón entre 1842 y 2011 |
| |
| Población de derecho según los censos de población del INE Población de hecho según los censos de población del INEEntre el censo de 1981 y el anterior, este municipio desaparece porque se integra en el municipio 44071 (Castellote) |

## Lugares de interés

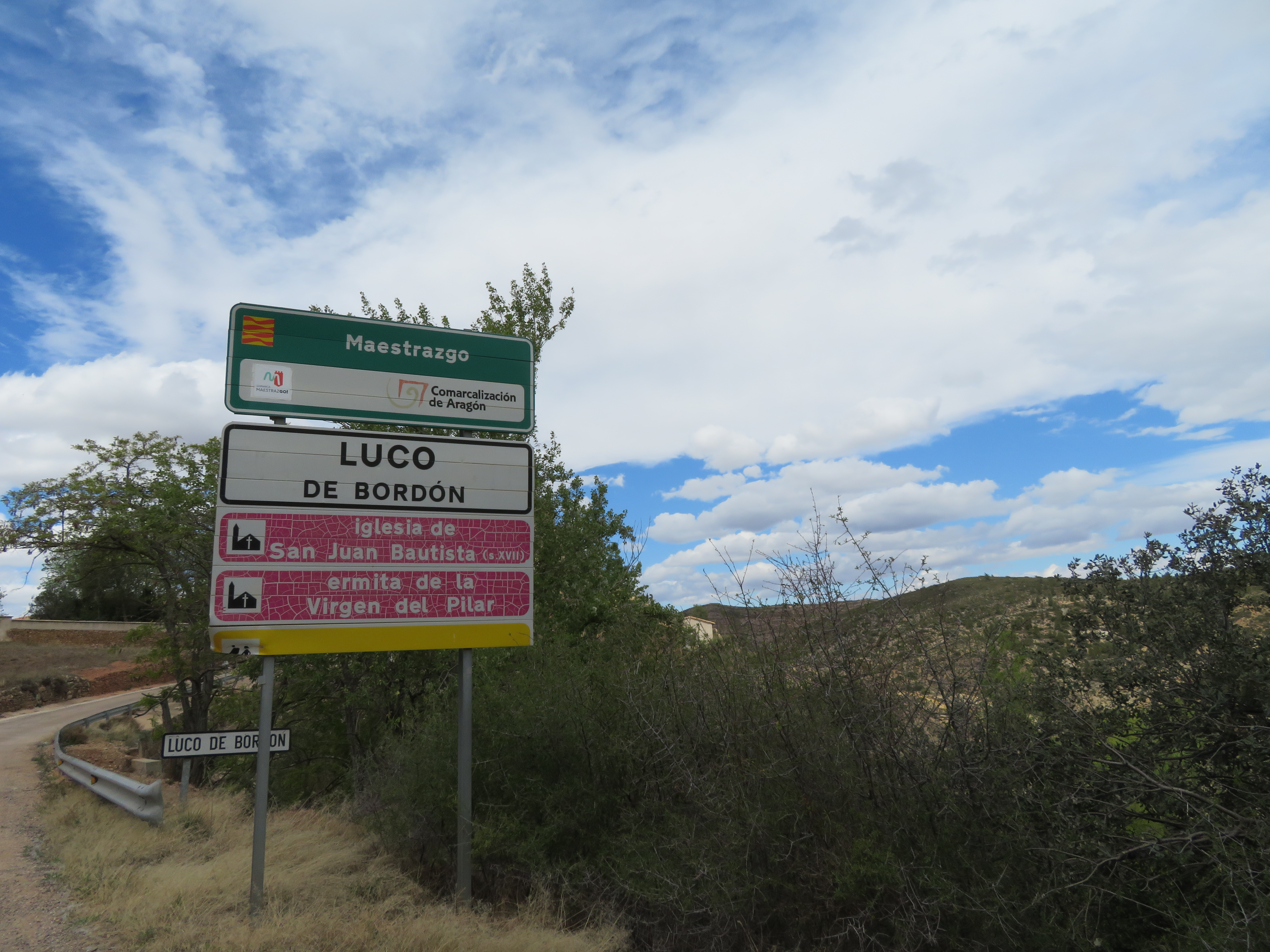
Localidad de Luco de Bordón (Teruel).

Su casco histórico se encuentra enclavado sobre una colina cercana al río Bordón (afluente del río Guadalope). Domina el núcleo desde lo alto la ermita del Calvario y una numerosa plantación de cipreses junto al cementerio.
Destacan particularmente en su conjunto urbano la plaza Mayor, de trazado irregular, con el Ayuntamiento de típica estructura de casa consistorial aragonesa de la Edad Moderna, así como la Iglesia de San Juan Bautista de principios del siglo XVII, de transición del gótico-renacentista al barroco. También de interés son algunas casonas y muestras conservadas de arquitectura popular.
En un paraje situado a unos 2 km del pueblo se encuentra la Ermita del Pilar, de antigua tradición romera, con senderos desde Luco de Bordón y desde el vecino municipio de Bordón. Cercanos también son el antiguo caserío de Torremocha, situado a 8 km del núcleo de Luco, actualmente deshabitado y que estuvo vinculado al pueblo, así como el de Los Alagones.

## Enlaces externos

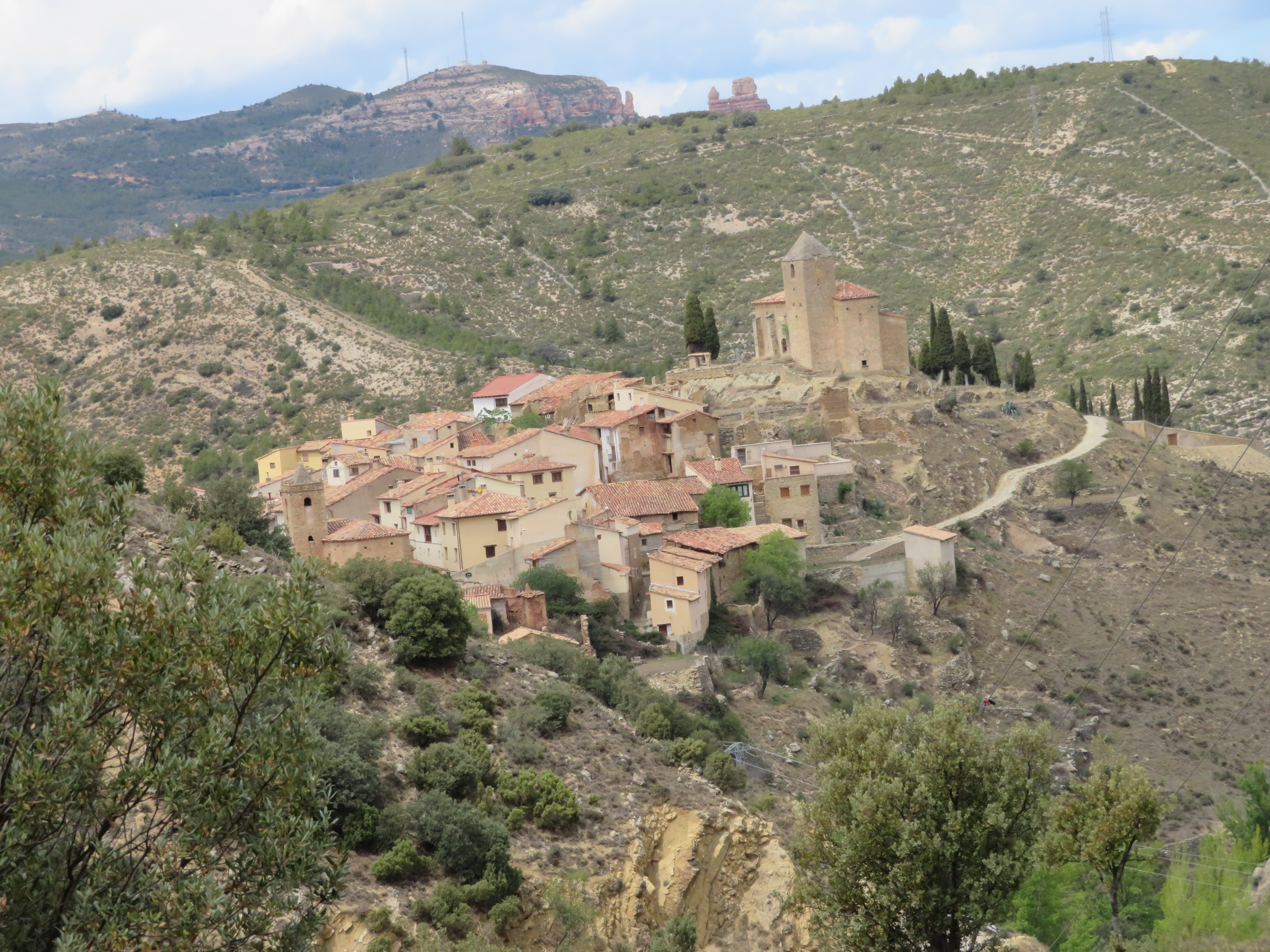
Luco de Bordón (Teruel).

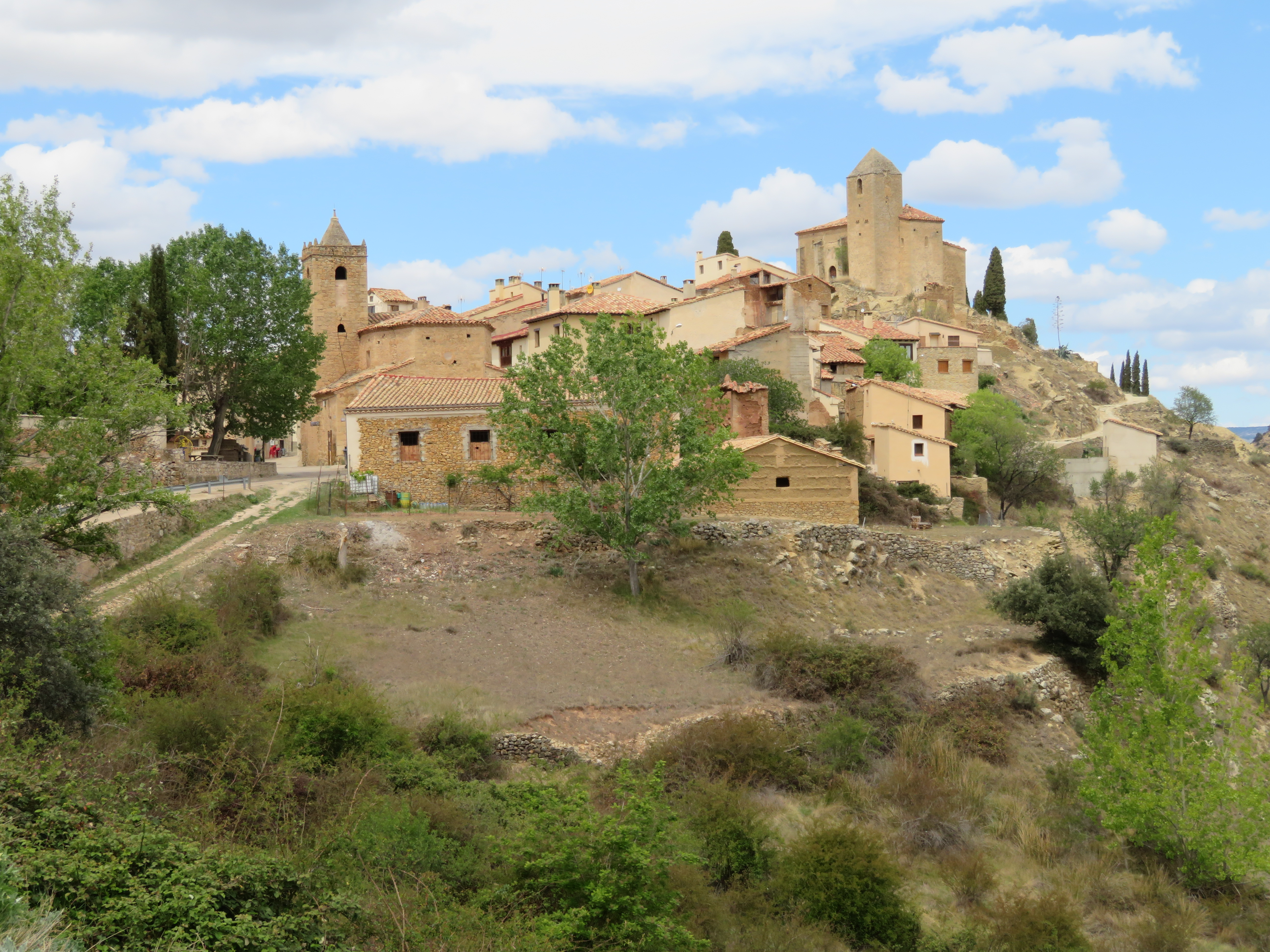
Luco de Bordón (Teruel).